# Lac de Tolla
Der Lac de Tolla ist ein Stausee auf der Mittelmeerinsel Korsika.
Er befindet sich im Süden der Insel, östlich der Inselhauptstadt Ajaccio auf einer Höhe von 552 Metern im Gemeindegebiet von Tolla. Der Ort Tolla liegt am nördlichen Ufer des Sees. Der See entsteht durch eine Aufstauung des Flusses Prunelli und erstreckt sich von Südwesten nach Nordosten über etwa 3,5 Kilometer bei einer Breite von bis zu 700 Metern. Das Fassungsvermögen des Stausees beträgt 34 Millionen Kubikmeter.
Der Staudamm wurde von 1958 bis 1960 errichtet und befindet sich am südwestlichen Ende des Sees. Die Inbetriebnahme erfolgte 1965. Am Staudamm betreibt die Électricité de France ein Wasserkraftwerk.